# Dienstgrad

Unterschiedliche Rangabzeichen auf Uniformen der alliierten Streitkräfte vor 1945

Ein Dienstgrad, Grad oder Dienstrang bezeichnet die Stellung einer Person innerhalb einer definierten Rangordnung beim Militär, aber auch bei Behörden wie der Polizei und zivilen Organisationen wie der Feuerwehr, Luftfahrtgesellschaften oder anderen Hilfsorganisationen. Der Dienstgrad wird durch Rangabzeichen oder Kennzeichen an der Uniform oder der Kopfbedeckung angezeigt. Auch andere Uniformmerkmale können über den Dienstgrad Aufschluss geben. In Deutschland sind bei Beamten das Amt im statusrechtlichen Sinne sowie die Amtsbezeichnung vergleichbar mit dem Dienstgrad bzw. der Dienstgradbezeichnung eines Soldaten der Bundeswehr.
Der Dienstgrad ist nicht mit der Dienststellung zu verwechseln.
Ein höherer Dienstgrad bedingt in der Regel eine höhere Besoldung, nicht aber zwangsläufig ein höheres Unterstellungsverhältnis. Dieses kann vielmehr auch durch die Dienststellung, die Seniorität, den Aufgabenbereich oder Einzelanordnungen begründet werden. Aufgrund der Vorschriften der  Vorgesetztenverordnung (VorgV) ist es möglich, dass ein Dienstgradniedrigerer Befehlsbefugnis gegenüber einem Dienstgradhöheren hat. Allgemein ist dies unüblich; in bestimmten Situationen, etwa im Wachdienst, jedoch alltäglich.
Typische Dienststellungen sind zum Beispiel Kompaniefeldwebel, Kompaniechef oder Kommandierender General.
Dienstgradabzeichen können sich am Kragen (Kragenspiegel), am Ärmel (Ärmeltressen), auf der Schulter (Schulterklappen) oder auf der Brust befinden. Sie können angenäht (Stoffabzeichen), angeknöpft oder eingeschlauft werden. Daneben geben Laufbahngruppenabzeichen (beispielsweise eine Mützenlitze), Soldgruppenabzeichen (bei den US-Streitkräften am Ärmel getragen) und Funktionsabzeichen (wie „OvWa“/Offizier vom Wachdienst, „Einsatzleitung“ oder Ähnliches als Kordel, Ansteckschild, Armbinde oder Rückenbeschriftung) Auskunft über Dienstgrad, dienstliche Stellung und Aufgabe eines Uniformträgers.
Mit Charakter bezeichnete man in Preußen und im Deutschen Reich einen militärischen Heeresdienstgrad, der lediglich ehrenhalber vergeben wurde; bei der Marine war der entsprechende Terminus chargiert.

## Militärische Dienstgrade
Der militärische Dienstgrad steht jedem Kombattanten zu, insbesondere Angehörigen regulärer Streitkräfte. Er erleichtert die Einordnung des einzelnen Soldaten in die militärische Hierarchie. Über den militärischen Dienstgrad werden auch Befehl und Gehorsam, Grußpflicht und teilweise der Verantwortungsbereich geregelt. Jedem Dienstgrad ist – z. B. in der Bundeswehr – eine Besoldung zugeordnet, diese kann je nach Aufgabenbereich noch differenziert sein (beispielsweise für einen Oberst in der Regel A 16, für einen Oberst als Brigadekommandeur B3 der Bundesbesoldungsordnung (BBesO)). Der Aufstieg ergibt sich nach dem militärischen Bedarf (Verwendung), Qualifikation (Bestehen von Laufbahnlehrgängen) oder Dienstalter.
Dienstgrade beim Militär unterteilen sich üblicherweise in Laufbahngruppen (Mannschaften, Unteroffiziere und Offiziere) sowie Dienstgradgruppen, z. B.:
- Bei den Unteroffizieren gibt es die Unteroffiziere ohne Portepee und die Unteroffiziere mit Portepee.
- Bei den Offizieren gibt es die Dienstgradgruppen der Leutnante, Hauptleute, Stabsoffiziere und der Generale.

In einigen Streitkräften gibt es noch weitere Dienstgradgruppen, die sich zwischen Unteroffizieren und Offizieren befinden, z. B.:
- Die Fähnriche der NVA
- Festungswerkmeister und Hufbeschlaglehrmeister der Wehrmacht
- Die Fähnriche der polnischen Streitkräfte bis zum 1. Juli 2004
- Die Gruppe Warrant Officer in einigen anglophonen Streitkräften
- Die Gruppen Mitschman und Praporschtschik sowjetischer und russischer Streitkräfte

Im Unterschied zu den Dienstgradgruppen ist in den Laufbahngruppen nicht der erreichte, sondern der angestrebte Dienstgrad maßgeblich. Soldaten unterschiedlicher Laufbahngruppen werden unterschiedlich ausgebildet und verwendet.
Militärische Dienstgrade unterschiedlicher Länder innerhalb der NATO werden mit Hilfe der NATO-Rangcodes verglichen.

## Organisationen mit Dienstgraden in Deutschland

### Heutiges Militär und Paramilitär
- Dienstgrade der Bundeswehr
- Dienstgradabzeichen der Bundeswehr

### Früheres Militär und Paramilitär

#### Deutsche Demokratische Republik
- Dienstgrade der Nationalen Volksarmee
- Dienstgrade der Volksmarine
- Kampfgruppen der Arbeiterklasse
- Zivilverteidigung der DDR

#### Deutsches Reich zur Zeit des Nationalsozialismus 1933–1945
- Dienstgrade der Wehrmacht
- Dienstränge der Sturmabteilung (SA)
- Bildtafel der Dienstgrade und Rangabzeichen der Waffen-SS
- Dienstgrade der Hitlerjugend
- NS-Ranggefüge
- Militärgerichtsbarkeit
- Dienstgrade der NSDAP
- Dienstgrade des Reichsarbeitsdienstes

#### Deutsches Reich der Kaiserzeit 1871–1918
- Dienstgrade des Deutschen Heeres (Deutsches Kaiserreich)
- Dienstgrade der Kaiserlichen Marine

#### Deutschland vor 1871/der Reichsgründung
- Dienstgrade der Preußischen Armee
- Dienstgrade der Bayerischen Armee

#### Heiliges Römisches Reich Deutscher Nation
- Dienstgrade der Reichsarmee

### Heutige Polizei
- Amtsbezeichnungen der deutschen Polizei
- Amtsbezeichnungen der Bundespolizei
- Amtsbezeichnungen der Polizei des Deutschen Bundestages
- Amtsbezeichnungen der deutschen Zollverwaltung

### Frühere Polizei
- Amtsbezeichnungen des Bundesgrenzschutzes
- Amtsbezeichnungen der Bahnpolizei
- Dienstgrade der Volkspolizei-Bereitschaften
- Chef-/Hauptinspektor Zoll der DDR

### Feuerwehr
- Dienstgrade der Feuerwehr in Deutschland
- Dienstgrade der Feuerwehr in Baden-Württemberg
- Dienstgrade der Feuerwehr in Bayern
- Dienstgrade der Feuerwehr in Berlin
- Dienstgrade der Feuerwehr in Brandenburg
- Dienstgrade der Feuerwehr in Bremen
- Dienstgrade der Feuerwehr in Hamburg
- Dienstgrade der Feuerwehr in Hessen
- Dienstgrade der Feuerwehr in Mecklenburg-Vorpommern
- Dienstgrade der Feuerwehr in Niedersachsen
- Dienstgrade der Feuerwehr in Nordrhein-Westfalen
- Dienstgrade der Feuerwehr in Rheinland-Pfalz
- Dienstgrade der Feuerwehr im Saarland
- Dienstgrade der Feuerwehr in Sachsen
- Dienstgrade der Feuerwehr in Sachsen-Anhalt
- Dienstgrade der Feuerwehr in Schleswig-Holstein
- Dienstgrade der Feuerwehr in Thüringen
- Amtsbezeichnungen der Bundeswehrfeuerwehr

### Weitere Behörden
- Amtsbezeichnungen der Bundesforstverwaltung

#### Frühere Behörden
- Dienstränge der Deutschen Reichsbahn
- Dienstgrade in der Forstwirtschaft der Deutschen Demokratischen Republik
- Preußische Rangabzeichen im Bergbau

### Hilfsorganisationen
- Dienstgrade des Malteser Hilfsdienstes

### Zivile Unternehmen
- Dienstgrade von Piloten der Lufthansa

## Organisationen mit Dienstgraden in anderen Ländern und Regionen

### Heutiges Militär
- Dienstgrade der chilenischen Streitkräfte
  - Dienstgrade des chilenischen Heeres
  - Dienstgrade der chilenischen Marine

- Dienstgrade der Streitkräfte Frankreichs
  - Dienstgrade der Fremdenlegion

- Dienstgrade der Streitkräfte Indiens
  - Dienstgrade des Heeres Indiens
  - Dienstgrade der Marine Indiens

- Dienstgrade der Streitkräfte Polens
  - Dienstgrade der polnischen Streitkräfte
  - Fähnrichdienstgrade

- Dienstgrade der Streitkräfte Russlands
  - Dienstgrade der russischen Streitkräfte
  - Mitschman und Praporschtschik, die Fähnriche der russischen Streitkräfte

- Dienstgrade der Streitkräfte Südkoreas
  - Dienstgrade des Südkoreanischen Heers
  - Dienstgrade der Südkoreanischen Marine

- Dienstgrade der Streitkräfte des Vereinigten Königreichs
  - Dienstgrade der British Army
  - Dienstgrade der Royal Air Force
  - Dienstgrade der Royal Navy
  - Dienstgrade der Royal Marines

- Dienstgrade der Streitkräfte der Vereinigten Staaten
  - Dienstgrade der US Army
  - Dienstgrade der US Navy
  - Dienstgrade des United States Marine Corps
  - Dienstgrade der US Air Force

#### Andere
- Dienstgrade der Streitkräfte Belgiens
- Dienstgrade der Streitkräfte Griechenlands
- Dienstgrade der Streitkräfte Ungarns
- Dienstgrade der Streitkräfte Israels
- Dienstgrade der Streitkräfte Italiens
- Dienstgrade der Streitkräfte Kroatiens
- Dienstgrade der Streitkräfte Nordkoreas
- Dienstgrade der Streitkräfte Österreichs
- Grade der Schweizer Armee
- Dienstgrade der Streitkräfte Tschechiens

### Früheres Militär

#### Russische und Sowjetische Streitkräfte
- Dienstgrade der Streitkräfte Russlands bis 1917
- Dienstgrade der Streitkräfte der Sowjetunion 1918–1935
- Dienstgrade der Streitkräfte der Sowjetunion 1935–1992/93, Generäle
- Dienstgrade der Streitkräfte der Sowjetunion 1940–1943
- Dienstgrade der Streitkräfte der Sowjetunion 1943–1955
- Dienstgrade der Streitkräfte der Sowjetunion 1955–1992

#### Andere
- Rangabzeichen der österreichisch-ungarischen Streitkräfte

### Heutige Polizei
- Dienstgrade der österreichischen Sicherheitsexekutive
- Dienstgrade der Police nationale
- Dienstgrade der italienischen Polizeikräfte
- Dienstgrade der britischen Polizei
- Amtskennzeichen der australischen Grenzwache
- Päpstliche Schweizergarde

### Feuerwehr
- Dienstgrade der Feuerwehr in Österreich
- Dienstgrade der Feuerwehr in der Schweiz
- Dienstgrade der Feuerwehr in den Vereinigten Staaten

### Weitere Behörden
- Dienstgrade des Österreichischen Roten Kreuzes